# Diabrotica jamaicensis
Diabrotica jamaicensis es una especie de insecto coleóptero de la familia Chrysomelidae.
Fue descrita científicamente en 1924 por Bryant.